# Salpingotus
Genre
Le genre Salpingotus, petits rongeurs de la famille des  Dipodidés, comprend plusieurs espèces de gerboises naines à trois doigts.

## Liste des sous-genres et espèces
Selon Mammal Species of the World (version 3, 2005)  (29 mai 2016) et ITIS (29 mai 2016), 5 espèces dans 3 sous-genres :
- sous-genre Salpingotus (Anguistodontus)
  - Salpingotus crassicauda
- sous-genre Salpingotus (Prosalpingotus)
  - Salpingotus heptneri
  - Salpingotus pallidus
  - Salpingotus thomasi
- sous-genre Salpingotus (Salpingotus)
  - Salpingotus kozlovi - Salpingote de Kozlov

Selon NCBI (29 mai 2016) :
- Salpingotus crassicauda
- Salpingotus kozlovi